# Бельарик
Бельари́к (каз. Беларық) — село у складі Меркенського району Жамбильської області Казахстану. Входить до складу Таттинського сільського округу.
У радянські часи село називалось Бель-Арик.
Населення — 148 осіб (2021; 256 у 2009, 84 у 1999, 407 у 1989).